# 1972 Голяма награда на Белгия
1972 Голяма награда на Белгия е 19-о за Голямата награда на Белгия и пети кръг от сезон 1972 във Формула 1, провежда се на 4 юни 1972 година на пистата Нивел близо до градчетата Нивел, Белгия.

## Репортаж
Пистата Спа-Франкоршамп е твърде опасна за пилотите, което е причината ГП на Белгия да не се състои през предишния миналия сезон. Имайки предвид проблемите на трасето относно мерките за сигурност, чиято кампания се води Асоциацията на Гран При пилотите, белгийските автомобилни органи решават да построят трасето Нивел, което близо от столицата на Белгия, Брюксел.
Една важна фигура в колоната, липсва за това състезание. Действащия световен шампион, Джеки Стюарт пропуска това състезание поради гастрит, като Тирел решават да участват само с Франсоа Север. Райн Визел отново не е в редиците на БРМ, този път със счупен пръст получен от нешампионатно състезание на пистата Олтън Парк. Австралиецът Верн Шупан е повикан от британския отбор, за да заеме мястото на шведа. След неубедителното си представяне на Индианаполис 500, Питър Ревсън е отново в редиците на Макларън, докато Марио Андрети е отново в Америка, заради ангажиментите си в местния шампионат. Карлос Ройтеман се завръща за Брабам, след инцидента си в състезание от Формула 2, а заради представянето си, Уилсън Фитипалди остава в отбора вече като трети пилот. Текно с Нани Гали, правят своя дебют във Формула 1, след проваленото планиране за участие в Монако.

### Квалификация
С отсъствието на Стюарт, Емерсон Фитипалди доминира квалификацията, вземайки пола с десета по-бърз от Ферари-то на Клей Регацони, и Дени Хълм. Джаки Икс и Север са на втора редица, пред победителя за ГП на Монако, Жан-Пиер Белтоаз, Ревсън, Майк Хейлууд, Ройтеман и Андреа де Адамич. Шупан първоначално се класира на последната 26-а позиция, но поради механически проблеми, БРМ остава с болид по-малко и Шупан остава само зрител за състезанието, а болидът на австралиеца е използван от Марко.

### Състезание
Регацони потегля по-добре от Лотус-а на Фитипалди и повежда с Икс, Хълм, Север, Хейлууд и Крис Еймън зад бразилеца. Междувременно контакт между де Адамич и Ревсън принуждава и двамата да спрат в бокса след края на първата обиколка. Въпреки по-добрата скорост на Емерсон, характеристиката на трасето пречи на бразилеца дори да направи опит за изпреварване срещу Регацони. Единственото място за изпреварване отстрана на пилота на Лотус е последния седми завой. Първоначално Ферари-то на швейцареца се защитава добре, преди деветата обиколка където бразилецът взима различна състезателна линия. Икс се залепя зад съотборника си, преди проблем с ускорителя да го свлече до предпоследна позиция. Така Север се изкачва до трето място, който в 31-вата обиколка изпреварва и второто Ферари на Регацони за втора. През това време Тим Шенкен, Белтоаз, Питър Гетин, Уилсън Фитипалди и Майк Бютлър отпадат от състезанието.
Карлос Паче отново прави брилянтно каране зад волана на частния Марч, което го нарежда пред Белтоаз за осма позиция. Лидерът на БРМ усеща прегряване на двигателя и Хейлууд го изпреварва. Трафикът дава шанс на англичанина да мине и пред Марч-а на Паче, след като е задържан от Марко. При опита си да догони Съртис-а, Паче отново е задържан от битката между Рони Петерсон и Ролф Щомелен. Нани Гали, в своето първо състезание за Текно се движи 16-и преди да бъде ударен от Регацони, пращайки и двама аут от състезанието. Съотборникът му Икс също напуска, след като работата по повредения ускорител не дава резултат. Еймън отново има черен ден, след като почти остава без гориво на своята Матра и е принуден да влезе в бокса за зареждане, седем обиколки до финала.
С видимо нито един съперник, който да застраши победата, Емерсон Фитипалди постига третата си победа в своята кариера, която го изстрелва напред в класирането при пилотите. Север регистрира първите си точки с второ място, а след проблемите на Еймън, Дени Хълм се изкачва на трета позиция. Хейлууд задържа Паче за четвъртото място, докато Еймън след неочакваното спиране в бокса, заема последната точка.

## Класиране
| Поз | No | Пилот             | Конструктор   | Обиколки | Време/Отпадане | Място | Точки |
| --- | -- | ----------------- | ------------- | -------- | -------------- | ----- | ----- |
| 1   | 32 | Емерсон Фитипалди | Лотус-Форд    | 85       | 1:44:07.3      | 1     | 9     |
| 2   | 8  | Франсоа Север     | Тирел-Форд    | 85       | + 26.6         | 5     | 6     |
| 3   | 9  | Дени Хълм         | Макларън-Форд | 85       | + 58.1         | 3     | 4     |
| 4   | 34 | Майк Хейлууд      | Съртис-Форд   | 85       | + 1:12.0       | 8     | 3     |
| 5   | 16 | Карлос Паче       | Марч-Форд     | 84       | + 1 Об.        | 11    | 2     |
| 6   | 5  | Крис Еймън        | Матра         | 84       | + 1 Об.        | 13    | 1     |
| 7   | 10 | Питър Ревсън      | Макларън-Форд | 83       | + 2 Об.        | 7     |       |
| 8   | 25 | Хоудън Гънли      | БРМ           | 83       | + 2 Об.        | 15    |       |
| 9   | 11 | Рони Петерсон     | Марч-Форд     | 83       | + 2 Об.        | 14    |       |
| 10  | 27 | Хелмут Марко      | БРМ           | 83       | + 2 Об.        | 23    |       |
| 11  | 6  | Ролф Щомелен      | Марч-Форд     | 83       | + 2 Об.        | 20    |       |
| 12  | 12 | Ники Лауда        | Марч-Форд     | 82       | + 3 Об.        | 25    |       |
| 13  | 19 | Карлос Ройтеман   | Брабам-Форд   | 81       | + 4 Об.        | 9     |       |
| 14  | 33 | Дейв Уокър        | Лотус-Форд    | 79       | + 6 Об.        | 12    |       |
| Отп | 17 | Греъм Хил         | Брабам-Форд   | 73       | Окачване       | 16    |       |
| НКл | 15 | Анри Пескароло    | Марч-Форд     | 59       | Не е класиран  | 19    |       |
| Отп | 30 | Клей Регацони     | Ферари        | 57       | Инцидент       | 2     |       |
| Отп | 36 | Андреа де Адамич  | Съртис-Форд   | 55       | Двигател       | 10    |       |
| Отп | 22 | Нани Гали         | Текно         | 54       | Инцидент       | 24    |       |
| Отп | 29 | Джеки Икс         | Ферари        | 47       | Инжекцион      | 4     |       |
| Отп | 14 | Майк Бютлър       | Марч-Форд     | 31       | Полуоска       | 22    |       |
| Отп | 18 | Уилсън Фитипалди  | Брабам-Форд   | 28       | Ск.кутия       | 18    |       |
| Отп | 24 | Питър Гетин       | БРМ           | 27       | Горивна помпа  | 17    |       |
| Отп | 23 | Жан-Пиер Белтоаз  | БРМ           | 15       | Прегряване     | 6     |       |
| Отп | 35 | Тим Шенкен        | Съртис-Форд   | 11       | Прегряване     | 21    |       |

## Класиране след състезанието
| Поз | Пилот             | Точки |
| --- | ----------------- | ----- |
| 1   | Емерсон Фитипалди | 28    |
| 2   | Дени Хълм         | 19    |
| 3   | Джеки Икс         | 16    |
| 4   | Джеки Стюърт      | 12    |
| 5   | Жан-Пиер Белтоаз  | 9     |
| 6   | Клей Регацони     | 7     |
| 7   | Франсоа Север     | 6     |
| 8   | Питър Ревсън      | 6     |

| Поз | Конструктор   | Точки |
| --- | ------------- | ----- |
| 1   | Макларън-Форд | 28    |
| 2   | Лотус-Форд    | 23    |
| 3   | Ферари        | 19    |
| 4   | Тирел-Форд    | 18    |
| 5   | БРМ           | 9     |
| 6   | Съртис-Форд   | 8     |
| 7   | Марч-Форд     | 6     |
| 8   | Матра         | 2     |